# Grand Prix automobile de France 1932

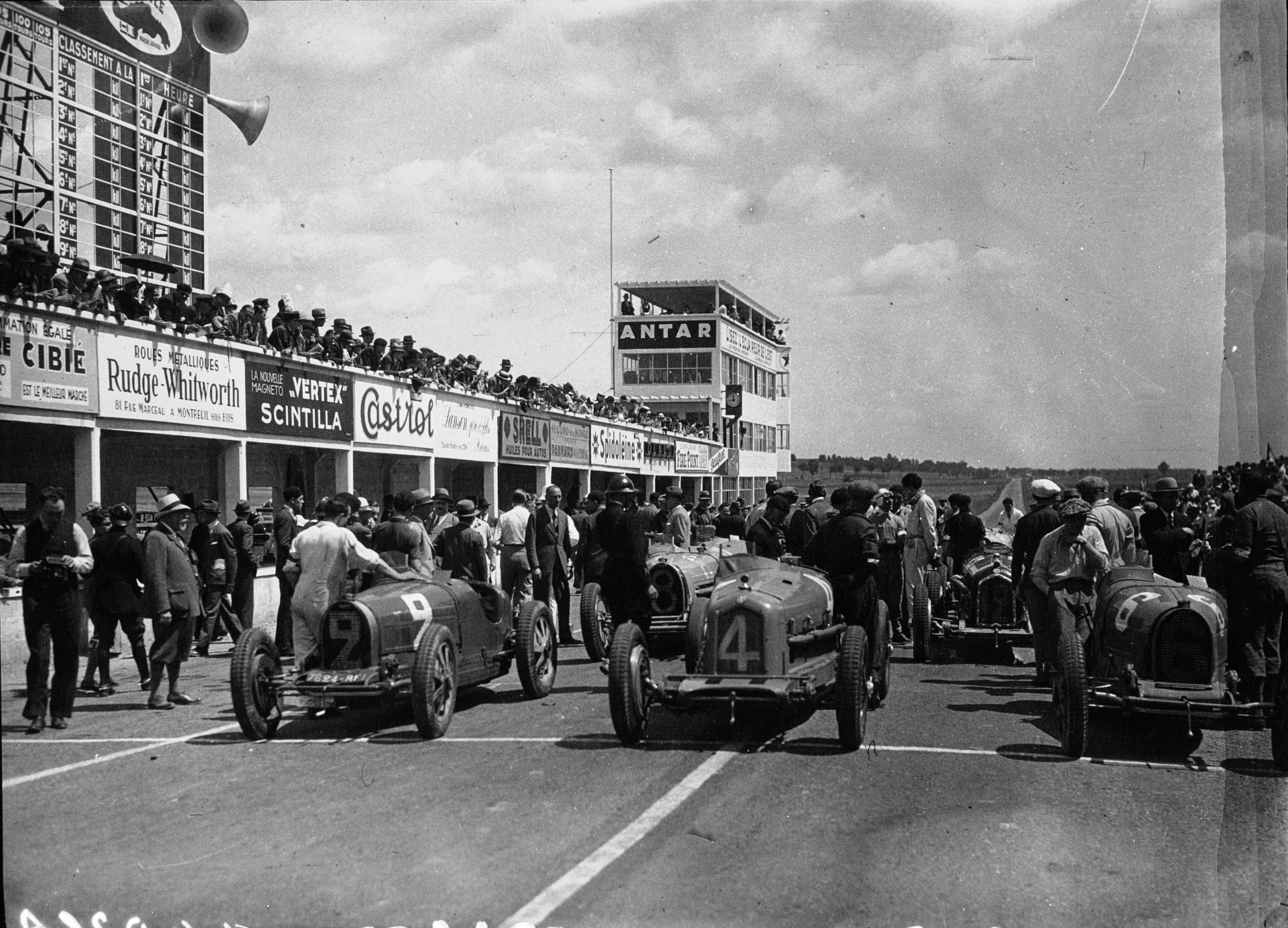
La grille de départ...

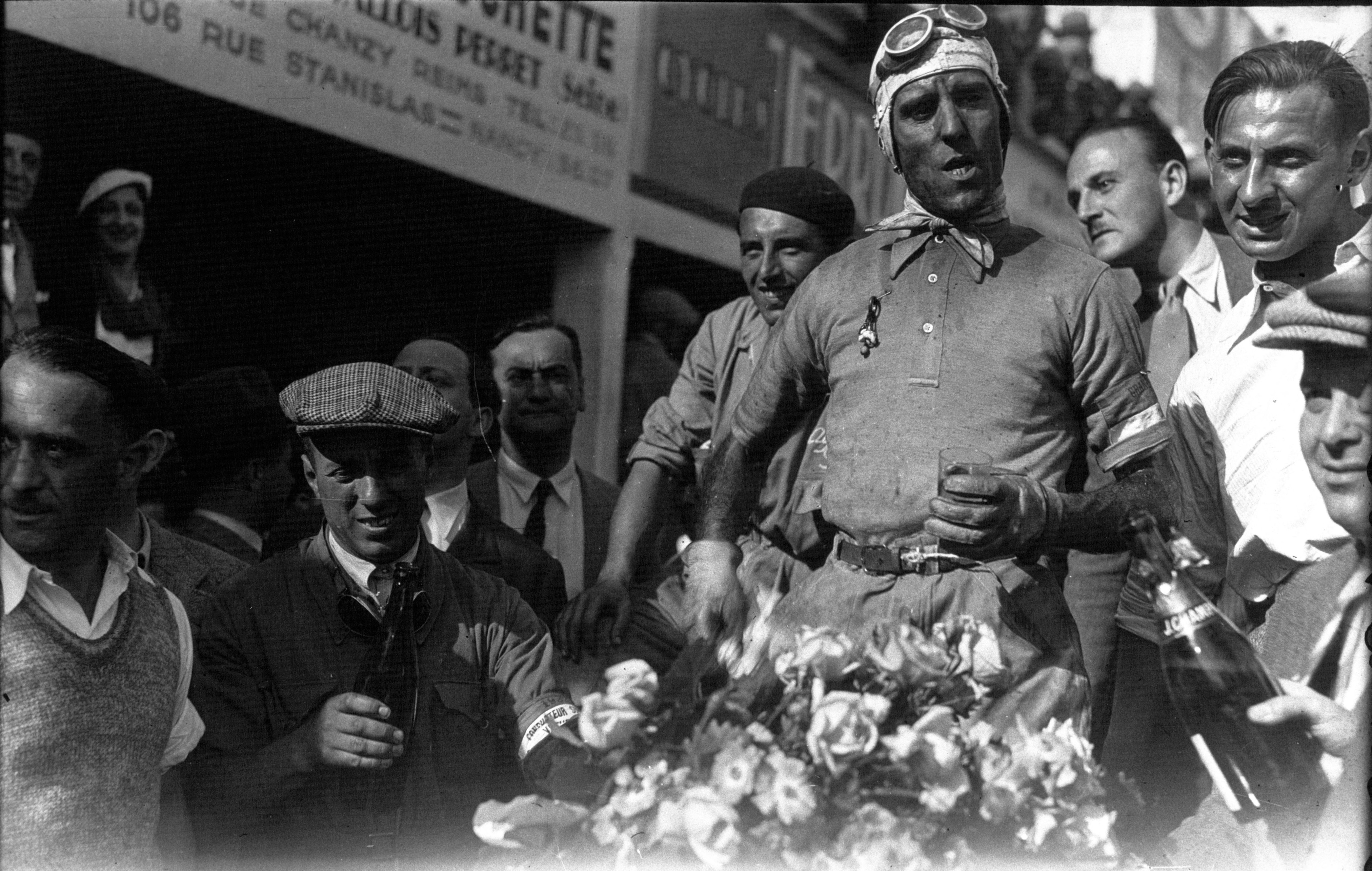
...et le vainqueur.

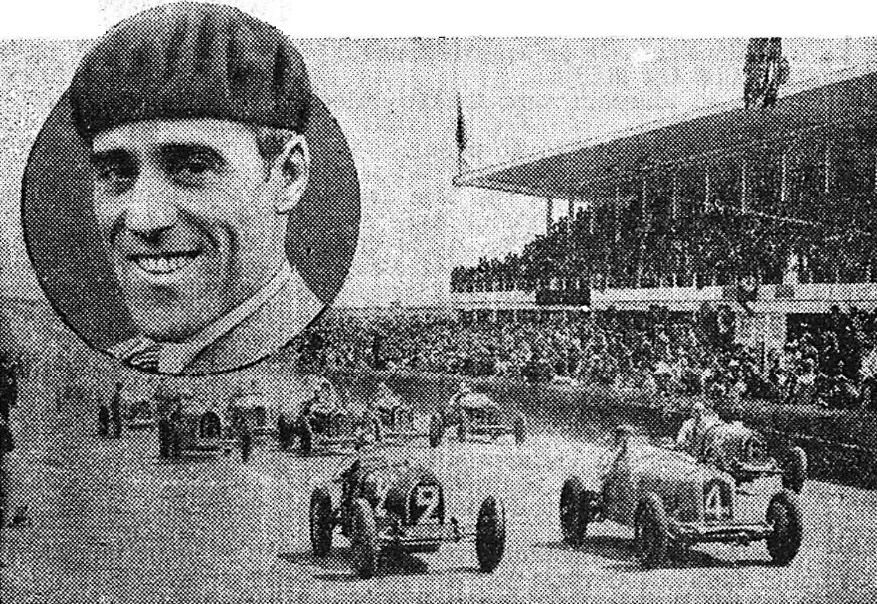
Tazio Nuvolari, vainqueur du Grand Prix de l'A.C.F. 1932 sur Alfa Romeo Tipo B.

Le Grand Prix de France 1932 est un Grand Prix comptant pour le Championnat d'Europe des pilotes, qui s'est tenu pendant cinq heures sur le circuit de Reims-Gueux le 3 juillet 1932.

## Grille de départ
| 1re ligne | Pos. 3              |                        | Pos. 2                |                         | Pos. 1             |
|           | Fourny Bugatti      |                        | Étancelin Alfa Romeo  |                         | Gaupillat Bugatti  |
| 2e ligne  |                     | Pos. 5                 |                       | Pos. 4                  |                    |
|           |                     | Nuvolari Alfa Romeo    |                       | Varzi Bugatti           |                    |
| 3e ligne  | Pos. 8              |                        | Pos. 7                |                         | Pos. 6             |
|           | Zehender Alfa Romeo |                        | Caracciola Alfa Romeo |                         | Wimille Alfa Romeo |
| 4e ligne  |                     | Pos. 10                |                       | Pos. 9                  |                    |
|           |                     | Borzacchini Alfa Romeo |                       | Curzon Bugatti          |                    |
| 5e ligne  | Pos. 13             |                        | Pos. 12               |                         | Pos. 11            |
|           | Divo Bugatti        |                        | Lehoux Bugatti        |                         | Chiron Bugatti     |
| 6e ligne  |                     | Pos. 15                |                       | Pos. 14                 |                    |
|           |                     | Dreyfus Bugatti        |                       | Grover-Williams Bugatti |                    |
| 7e ligne  | Pos. 18             |                        | Pos. 17               |                         | Pos. 16            |
|           |                     |                        |                       |                         | Félix Alfa Romeo   |

## Classement de la course
| Pos. | no | Pilote                       | Écurie                 | Châssis           | Tours | Distance/Abandon  | Grille | Points |
| ---- | -- | ---------------------------- | ---------------------- | ----------------- | ----- | ----------------- | ------ | ------ |
| 1    | 12 | Tazio Nuvolari               | SA Alfa Romeo          | Alfa Romeo Tipo B | 92    | 742,843 km        | 5      | 1      |
| 2    | 30 | Baconin Borzacchini          | SA Alfa Romeo          | Alfa Romeo Tipo B | 92    | 742,443 km        | 10     | 2      |
| 3    | 18 | Rudolf Caracciola            | SA Alfa Romeo          | Alfa Romeo Tipo B | 92    | 741,588 km        | 7      | 3      |
| 4    | 32 | Louis Chiron                 | Automobiles E. Bugatti | Bugatti T51       | 91    | 733,062 km        | 11     | 4      |
| 5    | 44 | René Dreyfus                 | Privé                  | Bugatti T51       | 90    | 726,525 km        | 15     | 5      |
| 6    | 42 | William Grover-Williams      | Privé                  | Bugatti T51       | 90    | 720,343 km        | 14     | 6      |
| 7    | 24 | Goffredo Zehender            | Privé                  | Alfa Romeo Monza  | 84    | 675,759 km        | 8      | 6      |
| 8    | 46 | Pierre Félix Armand Girod    | Privé                  | Alfa Romeo Monza  | 82    | 662,745 km        | 16     | 6 n/a  |
| 6    | 28 | Francis Curzon Hugh Hamilton | Privé                  | Bugatti T54       | 77    | 623,432 km        | 9      | 6 n/a  |
| Abd. | 4  | Philippe Étancelin           | Privé                  | Alfa Romeo Monza  | 66    | Boîte de vitesses | 2      | 6      |
| Abd. | 6  | Max Fourny                   | Privé                  | Bugatti T51       | 60    |                   | 3      | 6      |
| Abd. | 16 | Jean-Pierre Wimille          | Privé                  | Alfa Romeo Monza  | 60    | Panne d'essence   | 6      | 6      |
| Abd. | 38 | Albert Divo                  | Automobiles E. Bugatti | Bugatti T54       | 52    | Fuite d'essence   | 13     | 6      |
| Abd. | 36 | Marcel Lehoux                | Privé                  | Bugatti T54       | 22    | Boîte de vitesses | 12     | 6      |
| Abd. | 2  | Jean Gaupillat               | Privé                  | Bugatti T51       | 20    |                   | 1      | 6      |
| Abd. | 8  | Achille Varzi                | Automobiles E. Bugatti | Bugatti T54       | 12    | Boîte de vitesses | 4      | 6      |
| Np.  | 8  | Jean Pesato                  | Privé                  | Alfa Romeo Monza  |       |                   | 9      | 7      |

- Légende: Abd.=Abandon ; Np.=Non partant

## Pole position et record du tour
- Pole position :  Jean Gaupillat (Bugatti) attribué par tirage au sort.
- Meilleur tour en course :  Tazio Nuvolari (Alfa Romeo) en 3 min 0 s 0 au douzième tour.